# Bahía Heynen
Die Bahía Heynen ist eine Nebenbucht der Röhss-Bucht an der Südwestküste der James-Ross-Insel östlich der Nordspitze der Antarktischen Halbinsel. Sie liegt zwischen dem Molley Corner und dem Kap Obelisk.
Argentinische Wissenschaftler benannten sie nach dem Funker Adrián Enrique Heynen, der am 22. März 1950 im Anschluss eines Antarktisfluges beim Absturz einer Avro Lincoln B019 in Chile ums Leben gekommen war.